# Boston Latin School
La Boston Latin School è una scuola superiore di Boston, Massachusetts. Fondata nel 1635, è la più antica scuola superiore degli Stati Uniti d'America.
La Public Latin School è stata un caposaldo dell'educazione dei figli dell'élite di Boston e del New England (i cosiddetti Boston Brahmins). Il corso di studi segue il modello delle latin schools del Settecento, per il quale le materie classiche (latino e greco) costituiscono la base dell'educazione. Quattro anni di latino sono tuttora obbligatori per gli allievi che iniziano la frequenza dalla settima classe (circa a dodici anni), mentre sono obbligatori solo tre anni di latino per chi frequenta la scuola dalla nona classe (circa a quattordici anni).

## Storia

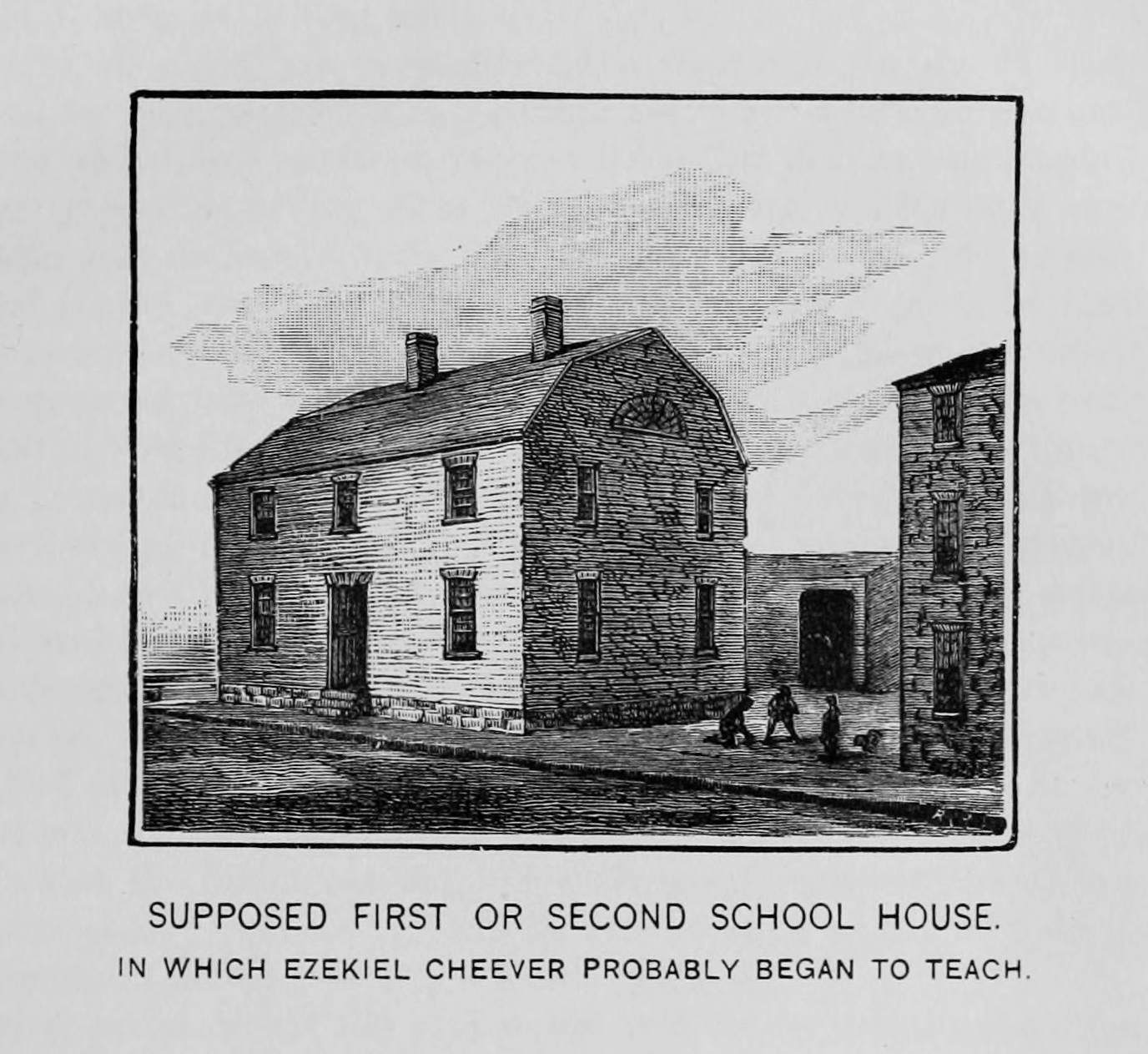
La prima sede della scuola, nel 1635

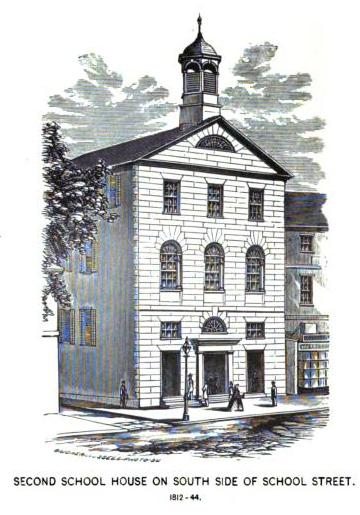
La seconda sede, in School Street, che ha ospitato la scuola dal 1812 al 1844

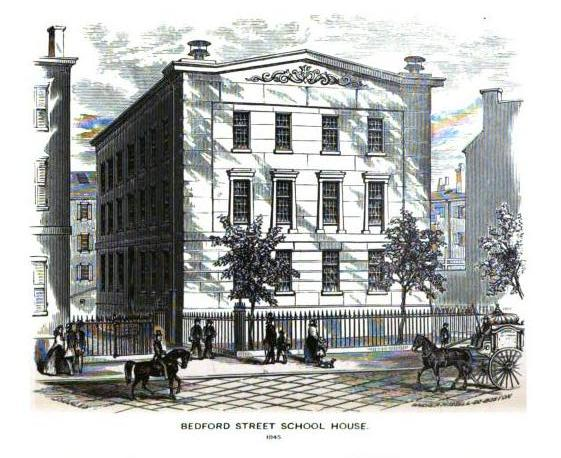
La terza sede, quella di Bedford Street, attiva dal 1844 al 1881

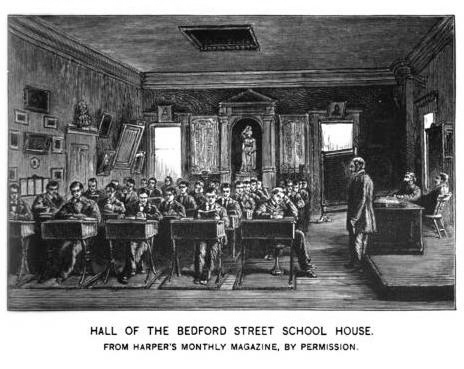
Aula nella sede di Bedford Street

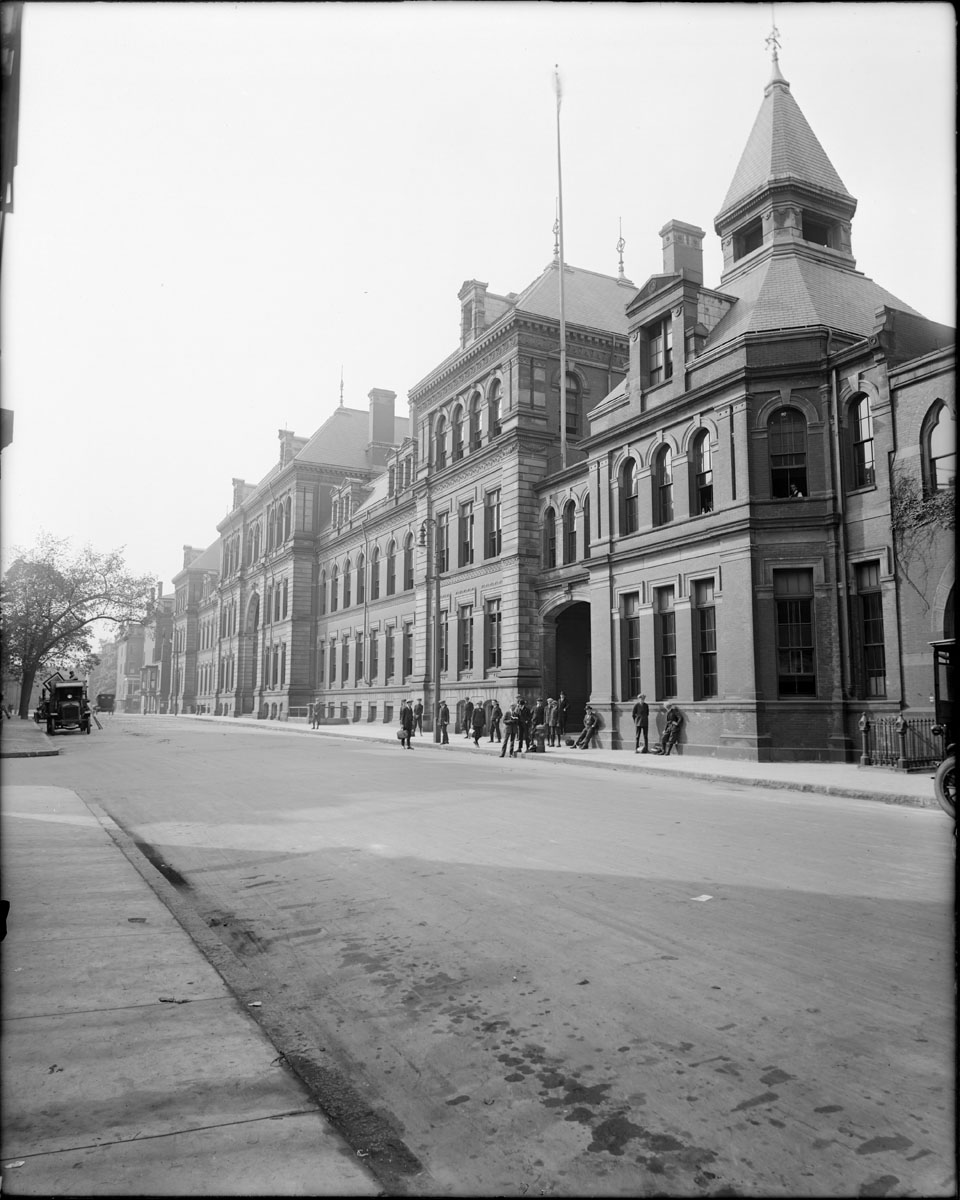
Quarta sede della Boston Latin School, condivisa con la English High School, in Warren Avenue: aperta dal 1881 al 1922

I puritani davano molta importanza all'educazione, a qualunque età, cominciando a casa, con lo scopo principale di poter leggere la Bibbia, che era usata per l'educazione morale e spirituale. Gli stessi capi puritani erano abituati ad un alto livello culturale, dal momento che molti ministri erano laureati a Oxford o Cambridge in Inghilterra.
Perciò, fondarono presto la Boston Latin School come prima scuola della colonia e la modellarono sulle Latin Schools europee, che si concentravano sullo studio della religione, del latino e della letteratura classica.
Inizialmente, la scuola era finanziata dallo Stato, ma, grazie a donazioni e rendite terriere, si rese presto indipendente dai fondi statali.
Lo studio del latino, per l'importanza che aveva nella cultura del tempo, era considerato la materia più importante, come nelle grammar schools inglesi. Di qui il nome di Boston Latin School.
La capacità di leggere almeno Cicerone e Virgilio era richiesta in tutte le università delle Tredici Colonie, mentre scrivere e parlare latino in versi e in prosa era la prima delle "leggi" di Harvard del 1642 (seguita dalla appartenenza alla fede cristiana).
Il rapporto tra la Boston latin School e Harvard è stretto: da un lato, la Boston Latin è stata una delle principali scuole di provenienza degli studenti di Harvard, mentre, dall'altro, molti diplomati della Boston Latin sono andati a studiare a Harvard. 
Tuttavia,  molti diplomati della Boston Latin non proseguivano gli studi all'università, dal momento che gli affari e nemmeno le professioni richiedevano una preparazione universitaria.
Durante la guerra di secessione, la scuola fondò un corpo di cadetti, che fu sciolto solo nei primi anni sessanta del Novecento.
Per più di due secoli la Latin School ammise solo studenti maschi e assunse solo professori maschi. La prima studentessa fu ammessa nell'Ottocento: Helen Magill White fu la prima diplomata femmina della Boston Latin e anche la prima americana ad ottenere un dottorato. Tuttavia, subito dopo il diploma della White avvenuto nel 1877, venne fondata la Girls' Latin School, ribattezzata Boston Latin Academy quando si aprì agli studenti di entrambi i sessi. Pertanto, per circa un secolo le ragazze dovettero frequentare la sezione femminile. Fu solo nel 1972 che la Boston Latin inaugurò la prima classe mista, quando lo Stato del Massachusetts proibì la discriminazione sessuale.

## Motto
Il motto della scuola è Sumus Primi ("siamo i primi"), nel duplice significato della data di fondazione e del livello d'insegnamento. 

## Programma scolastico
La "declamazione" è la più antica delle tradizioni scolastiche: gli allievi dalla settima alla decima classe devono tenere un'orazione, chiamata "declamazione", durante la lezione di inglese tre volte all'anno. Si tiene inoltre una "declamazione pubblica" (Public Declamation) in cui gli studenti di tutte le classi sono invitati a provare a recitare un brano a memoria di fronte al pubblico. Durante questa declamazione pubblica i concorrenti sono giudicati con riferimento ad aspetti come la memorizzazione, la presentazione, la voce e l'espressione: quelli che si classificano meglio in tre delle prime quattro declamazioni pubbliche hanno la possibilità di declamare di fronte ad ex-alunni che fungono da giudici ed ottenere premi in Prize Declamation.
In aggiunta alla tradizionale declamazione in inglese, recentemente è stata istituita anche la gara annuale di lingue del mondo (World Language Declamation). Una volta all'anno, gli studenti dall'ottava alla dodicesima classe pronunciano orazioni in lingue diverse dall'inglese: la maggior parte degli studenti scelgono di declamare nella lingua moderna che studiano, ma qualcuno sceglie il latino o il greco, oppure la propria madrelingua. I giudici sono scelti in varie istituzioni cittadine e danno un voto ai partecipanti con gli stessi criteri usati nella Public Declamation.
Nel 2001 la scuola ha deciso di diminuire di un anno lo studio del latino. Il periodo di studio obbligatorio del latino è sceso per gli alunni ammessi in settima classe da cinque a quattro anni, mentre per gli allievi ammessi in nona classe da quattro a tre anni. Questa decisione è stata presa in considerazione del fatto che le lezioni di latino andavano a ridurre la possibilità di frequentare materie oggi più importanti come fisica, chimica, informatica e lingue moderne. Gli studenti hanno sempre la possibilità di frequentare corsi di latino facoltativi dopo il quarto anno. Lo studio del greco è invece totalmente facoltativo.
Nel suo testamento Benjamin Franklin lasciò un legato per fondare le Franklin Medals, che premiano i migliori alunni della scuola. Il secondo più importante riconoscimento, i Dixwell Prizes, è conferito agli allievi che eccellano in latino o greco.

## Pubblicazioni
Tre sono le principali riviste della Boston Latin School: The Register è la rivista letteraria della scuola, The Argo è il bollettino d'istituto, e Catapulta è la rivista scientifica della scuola.
Fra i più illustri ex-alunni si possono citare il musicista Leonard Bernstein, il filosofo Ralph Waldo Emerson, il politico Joseph P. Kennedy e il filosofo George Santayana.